# 线性预测编码

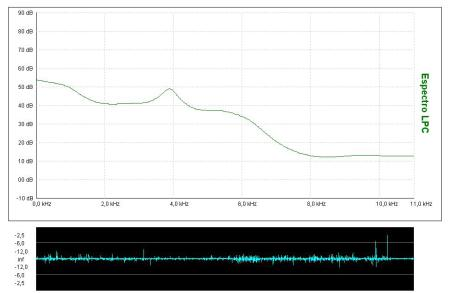
add image

线性预测编码（英語：LPC, Linear predictive coding）是主要用于音频信号处理与语音处理中，根据线性预测模型的信息用压缩形式表示数字语音信号谱包络（spectral envelope）的工具。它是有效的语音分析技术之一，也是低位速下编码方法高质量语音有用的方法之一，它能够提供非常精确的语音参数预测。

## 综述
线性预测编码用线性预测方法对信号编码，基本思想是：「一个语音取样的现在值，可以用若干个语音取样过去值的加权线性组合来逼近」，即{\displaystyle t}时刻的信号{\displaystyle s_{t}}表示为之前{\displaystyle p}次的过去信号{\displaystyle s_{t-1}\sim s_{t-p}}的线性组合。预测系数{\displaystyle a_{i}}与预测残差{\displaystyle \varepsilon _{t}}可被编码。
{\displaystyle s_{t}=\varepsilon _{t}-\sum _{i=1}^{p}a_{i}s_{t-i}}
通过使实际语音抽样和线性预测抽样之间差值的平方和达到最小值，能够决定唯一的一组预测系数。
线性预测编码通过估计共振峰、剔除它们在语音信号中的作用、估计保留的蜂鸣音强度与频率来分析语音信号。剔除共振峰的过程称为逆滤波，经过这个过程剩余的信号称为残余信号（residue）。
若区间{\displaystyle N}（常称作帧）的信号（{\displaystyle s_{1}\sim s_{N}}）能用线性组合很好地表示，就可将信号信息变换为区间中的{\displaystyle p}个不变预测系数（{\displaystyle a_{i}\sim a_{p}}）和{\displaystyle N}个小振幅残余信号（{\displaystyle \varepsilon _{1}\sim \varepsilon _{N}}）。
描述峰鸣强度与频率、共鸣峰、残余信号的数字可以保存、发送到其它地方。对残余信号应用各种压缩，可以用更少的信息量传递信号。线性预测编码通过逆向的过程合成语音信号：使用蜂鸣参数与残余信号生成源信号、使用共振峰生成表示声道的滤波器，源信号经过滤波器的处理就得到语音信号。
由于语音信号是一种非平稳的时变信号，又同时具有短时平稳性，这个过程是在一段段的语音信号帧上进行处理的。通常每秒30到50帧的速度，就能对可理解的信号进行很好的压缩。
对LPC高效编码的机制有各种解释，其中之一是源-滤波器模型：残余信号可解释为声带激励，预测系数可解释为具有共振特性的声道模型。

## 线性预测编码的早期历史
根据斯坦福大学Robert M. Gray的说法，线性预测编码起源于1966年，当时日本電信電話公社的S. Saito和F. Itakura描述了一种自动音素识别的方法，这种方法第一次使用了针对语音编码的最大似然估计实现。1967年，John Burg略述了最大熵的实现方法。1969年Itakura与Saito提出了部分相关（partial correlation）的概念, May Glen Culler提议进行实时语音压缩，B. S. Atal在美国声学协会年会上展示了一个LPC语音编码器。1971年Philco-Ford展示了使用16位LPC硬件的实时LPC并且卖出了四个。
1972年美國國防部國防高等研究計劃署（DARPA）的Bob Kahn与林肯實驗室（Lincoln Laboratory, LL）的Jim Forgie，以及BBN科技的Dave Walden开始了语音信息包的第一次开发，这最终带来了Voice over IP技术。根据林肯實驗室的非正式历史资料记载，1973年Ed Hofstetter实现了第一个2400位/秒的实时LPC。1974年，第一个双向实时LPC语音包通信在Culler-Harrison与林肯實驗室之间通过ARPANET以3500位/秒的速度实现。1976年，第一次LPC会议通过ARPANET使用Network Voice Protocol在Culler-Harrison、ISI、SRI与LL之间以3500位/秒的速度实现。最后在1978年，BBN的Vishwanath et al.开发了第一个变速LPC算法。

## 线性预测编码系数表示
线性预测编码经常用来传输频谱包络信息，这样它就可以容忍传输误差。由于直接传输滤波器系数（参见线性预测中系数定义）对于误差非常敏感，所以人们不希望直接传输滤波器系数。换句话说，一个小的误差不会扭曲整个频谱或使整个频谱质量下降，但是一个小的误差可能使预测滤波器变得不稳定。
有许多更加高级的表示方法，如对数面积比（log area ratio，LAR）、线谱对（line spectral pairs，LSP）分解以及反射系数等。在这些方法中，LSP由于它能够保证预测器的稳定性、并且小的系数偏差带来的谱误差也是局部的这些特性，所以得到了广泛应用。

## 应用
线性预测编码通常用于语音的重新合成，它是电话公司使用的声音压缩格式，如GSM标准就在使用这种格式。它还用作安全无线通信中的格式，在安全的无线通信中，声音必须进行数字化、加密然后通过狭窄的语音信道传输。
线性预测编码合成也可以用于构建声音合成器，乐器用作从歌手声音预测得到的时变滤波器的激励信号，这在电子音乐中有一定的流行。
1980年流行的Speak & Spell教育玩具中使用了一个10阶的线性预测编码。
在FLAC音频编解码器中使用了0到4阶的线性预测编码预测器。

## 外部連結
- 实时LPC分析与综合学习软件 （页面存档备份，存于）
- HawkVoice开源LPC软件与API
- 使用线性预测编码（LPC）的语音编码DSP experts.com